# Règle de Fürst-Plattner
 (avril 2024).
La mise en forme du texte ne suit pas les recommandations de Wikipédia : il faut le « wikifier ».
Les points d'amélioration suivants sont les cas les plus fréquents. Le détail des points à revoir est peut-être précisé sur la page de discussion.
- Les titres sont pré-formatés par le logiciel. Ils ne sont ni en capitales, ni en gras.
- Le texte ne doit pas être écrit en capitales (les noms de famille non plus), ni en gras, ni en italique, ni en « petit »…
- Le gras n'est utilisé que pour surligner le titre de l'article dans l'introduction, une seule fois.
- L'italique est rarement utilisé : mots en langue étrangère, titres d'œuvres, noms de bateaux, etc.
- Les citations ne sont pas en italique mais en corps de texte normal. Elles sont entourées par des guillemets français : « et ».
- Les listes à puces sont à éviter, des paragraphes rédigés étant largement préférés. Les tableaux sont à réserver à la présentation de données structurées (résultats, etc.).
- Les appels de note de bas de page (petits chiffres en exposant, introduits par l'outil «  Source ») sont à placer entre la fin de phrase et le point final[comme ça].
- Les liens internes (vers d'autres articles de Wikipédia) sont à choisir avec parcimonie. Créez des liens vers des articles approfondissant le sujet. Les termes génériques sans rapport avec le sujet sont à éviter, ainsi que les répétitions de liens vers un même terme.
- Les liens externes sont à placer uniquement dans une section « Liens externes », à la fin de l'article. Ces liens sont à choisir avec parcimonie suivant les règles définies. Si un lien sert de source à l'article, son insertion dans le texte est à faire par les notes de bas de page.
- La présentation des références doit suivre les conventions bibliographiques. Il est recommandé d'utiliser les modèles {{Ouvrage}}, {{Chapitre}}, {{Article}}, {{Lien web}} et/ou {{Bibliographie}}. Le mode d'édition visuel peut mettre en forme automatiquement les références.
- Insérer une infobox (cadre d'informations à droite) n'est pas obligatoire pour parachever la mise en page.

Pour une aide détaillée, merci de consulter Aide:Wikification.
Si vous pensez que ces points ont été résolus, vous pouvez retirer ce bandeau et améliorer la mise en forme d'un autre article.
 (avril 2024).
La règle de Fürst-Plattner (également connue sous le nom d' effet trans-diaxial ) décrit l'addition stéréosélective de nucléophiles sur les cyclohexène et ses dérivés.

## Introduction
Le cyclohexène et ses dérivés, tels que les époxydes, les imines et les ions halonium, réagissent avec les nucléophiles de manière stéréosélective, donnant des produits d'addition trans-diaxiale. Le terme « addition trans-diaxiale » décrit ce mécanisme d'addition particulier. Cependant  les produits sont susceptibles de s'équilibrer par inversion de conformation vers le conformère de plus faible énergie, plaçant les nouveaux substituants en position équatoriale.

## Mécanisme et stéréochimie
L'époxydation d'un cyclohexène substitué donne un produit dans lequel le groupe R se trouve en position pseudo-équatoriale. L'ouverture du cycle par le nucléophile de cette classe d'époxydes peut se produire par une attaque en position C1 ou C2. Il est bien connu que les réactions d'ouverture de cycle nucléophile de ces substrats peuvent se dérouler avec une excellente régiosélectivité. La règle de Fürst-Plattner attribue ce contrôle régiochimique à une large préférence pour la voie réactionnelle qui suit l'état de transition de type chaise plus stable (attaque en position C1) par rapport à celle qui passe par l'état de transition de type bateau à torsion défavorable ( attaque en position C2),. L’attaque en position C1 se déroule avec une  une énergie d'activation (barrière énergétique) nettement inférieure d’environ 5 kcal mol –1. Cette abaissement dans l'énergie d'activation peut varier en fonction des conditions spécifiques. De même, la règle de Fürst-Plattner s'applique aux additions nucléophiles aux imines et aux ions halonium.

## Exemples

### Ajout d'époxyde
Un exemple récent de la règle de Fürst-Plattner peut être vu dans une publication de Chrisman et al. où le limonène est époxydé pour donner un mélange 1:1 de diastéréomères. L'adddition d'un nucléophile azoté dans l'eau avec un chauffage au reflux fournit un seul produit avec un excellent excès énantiomérique de 75 à 85 %.

#### Mécanisme
La conformation demi-chaise indique que l'attaque se produit de manière stéréosélective sur le diastéréomère où le carbone électrophile peut se lier au nucléophile et donner la conformation chaise favorisée. Pratiquement et visuellement via le modèle proposé, le carbone attaqué pointe vers le nucléophile créant une "oblique" (la ligne horizontale représentant la liaison de 4 carbones devient une diagonale suivant l'orientation du carbone attaqué). Si cette "oblique" est parallèle à la liaison arrière du modèle, nous sommes dans le cas d'une conformation favorisée de type chaise. Si cette "oblique" crée une croix avec la liaison arrière du modèle, nous avons une conformation de type bateau moins favorable énergétiquement. Sur l'exemple ci-dessous, l'attaque du nucléophile entraîne une "élévation" du carbone électrophile (carbone numéroté 1) amenant à une diagonale pointant en bas à droite et parallèle à la liaison C4/C5. Configuration favorisée. 

### Synthèse de la réserpine de Woodward
Bien qu'elle ne soit pas bien comprise à l'époque, la règle de Fürst-Plattner a joué un rôle essentiel lors de la synthèse de la réserpine par RB Woodward. Le stéréocentre problématique est surligné en rouge ci-dessous.
La stratégie de synthèse de Woodward utilisait une réaction de Bischler-Napieralski
```
pour former la partie 
tétrahydrocarbazole
 de la réserpine. L'intermédiaire imine a ensuite été traité avec du borohydrure de sodium, donnant le mauvais stéréoisomère en raison de l'effet Fürst-Plattner.
```

<br /> L'examen de la structure intermédiaire montre que l'hydrure est ajouté préférentiellement au carbone-3 via la face supérieure de l'imine pour éviter un intermédiaire de torsion défavorable (twist boat). Malheureusement, ce résultat a obligé Woodward à effectuer plusieurs étapes supplémentaires pour compléter la synthèse totale de la réserpine avec la stéréochimie appropriée.